# つくしまっすぐライフ!
『つくしまっすぐライフ!』は、松田円による日本の4コマ漫画作品。芳文社の雑誌（後述）にて連載。

## 概要
山の頂上にある自然豊かな女子高・県立土筆女子高等学校に通う女の子たちの、ちょっと変わった日常をコミカルに描いた学園もの。
2004年末に、『まんがタイムきららキャラット』（2005年2月号）にて読切として初掲載され、その後隔月連載となる。掲載誌がいわゆる萌え4コマ漫画誌であったため、初期は作者も出来るだけ雑誌の萌え路線に合わせようと試行錯誤していたが、徐々に作者本来の作風である万人向けのほのぼのコメディ路線に転化。2008年からは、より作風と読者層に合った『まんがホーム』に掲載誌を変え、引き続き隔月連載。2010年10月号より毎月連載に移行し、2013年3月号まで連載された。なお、2011年9月号以後2012年9月号以前に、一時期再び隔月連載となっていた。

## 県立土筆（つくし）女子高等学校
とある県の小高い山・土筆山の頂上に所在する女子高等学校。山道を登らなければならないため通学は非常に大変で、慣れない新入生はよれよれになり、時には遭難してしまうほど。森や川など周囲の自然も豊富で、タヌキやイノシシ、クマなどの野生動物、時には河童や座敷わらしまで出現する。ゆえに生徒には、学力以上に自然に立ち向かう体力が要求される。

## 主な登場人物

### 土筆高校生徒
芹沢なずな（せりざわ なずな）
本作の主人公。7月11日生まれ。かに座のA型。家族は両親と弟一人。趣味は昼寝。特技は迷子。1年生で、入試の日につくしと知り合って以来の親友。メガネがチャームポイントのごく普通の女子高生で、変わり者だらけの周囲に対してはツッコミ役に回る。地味で平均的な女の子だが、土筆高校の大自然の中で徐々に鍛えられていった。やがて土筆山の麓に新しく出来たコンビニエンスストアでアルバイトを始める。五行（後述）のことが気になっている。当初は両思いであることに気付いていなかったが、なし崩しのうちに交際を重ねバカップル状態に。名前の由来はセリとナズナ。
根木内つくし（ねぎうち つくし）
なずなのクラスメイトにして親友。1月22日生まれ。みずがめ座のB型。趣味は散歩。特技は子供と動物を手なずけること。常に落ち着いた雰囲気で、長い黒髪が印象的な和風美少女。土筆山周辺を治めていた殿様の子孫で、名前も土筆山から取られたもの。根木内家は現在も土筆山の地主で、家は古く、座敷わらしが住んでいる。幼い頃から土筆山で育っているため、山の自然には詳しく、体力も強靭。「カーネル」と「サンダース」という2羽のニワトリをペット兼ボディガードにしており、カーネルをいつも頭に載せている。
大根鈴代（おおね すずよ）
なずなのクラスメイトで、つくしとは幼馴染。6月2日生まれ。ふたご座のO型。趣味は食べ歩き。特技は山菜採り。代々根木内家に仕えてきた家臣の家の出。現在は特に上下関係にはなく、つくしともごく普通の友人関係であるが、小さい頃から昔気質の祖父に「姫を守れ」と教え込まれたせいで、習慣でつくしには敬語を使っている。常に元気一杯の行動派で、大食い。スタイル抜群で、胸のサイズはつくしの友人たちの中で最も大きい。名前の由来はスズシロ（ダイコン）。
猫田さん（ねこたさん）
なずなたちとは別のクラス所属の1年生。つくし、鈴代とは幼馴染。糸目で、左目尻に泣きぼくろがある。9月18日生まれ。おとめ座のA型。趣味は和菓子作り。特技は夏草に対する大鎌殺法。名前は不明で、みんな苗字で呼ぶ。土筆山のどこかに家族と住んでおり、山にはつくし以上に詳しい。たまにネコの耳が飛び出したり、しっぽが2本生えていたり、人間離れしたスピードで動いたりと、怪しげな部分をしばしば見せるが、特にどうということもなく学校に溶け込んでいる。水が嫌いで、夏草に対する攻撃は露を浴びるのを嫌うため。姉弟がたくさんおり、全員しっぽ持ち。土筆高校購買部に勤務する姉がいて、妹と同じ位置に泣きぼくろがある。

### その他
栗ヶ沢麗羅（くりがさわ れいら）
土筆山の隣の山の地主の娘。10月26日生まれ。さそり座のAB型。私立カサブランカ女学院に在学。趣味は森林浴。特技は香りでバラの種類を当てる事。常にきらびやかな服をまとい、高飛車な態度を取る典型的なお嬢様。バラの香水を愛用しており、近づくと周囲にバラの香りが充満するのですぐ分かる。派手な装いとは裏腹に、山の自然を心から愛しており、「その香水は自然を壊してる」と指摘されたのをきっかけになずなをライバル視している。部下遣いは荒いが、根は優しい女の子なので何だかんだで愛されている。花粉症を発症した時、ただひとり土筆山の麓のコンビニ店長からのみ身体を案じる言葉を掛けられたことにより恋に堕ち、コンビニの押しかけバイト（なずなの同僚）になる。
常木 紺（つねき こん）
麗羅と同じ学校に通う友人。父母は土筆山に住んでおり、つくしや鈴代とは幼馴染。細い目の容姿で、落ち着いた性格。色々とネコっぽい猫田さんに対し、彼女は色々とキツネっぽい。猫田さんとは猫狐の仲、もとい犬猿の仲であり、土筆山を離れて隣山の高校に通っているのも猫田さんから離れるため。
証城寺 理子（しょうじょうじ りこ）
麗羅の友人で、紺と同じくつくしたちとは幼馴染。色々とタヌキっぽく、使うお金は正体が葉っぱとドングリ。背は小さいが、胸はEカップと鈴代に匹敵するほど大きい。ちゃっかりした性格で、隣山への進学を選んだのも「お嬢様学校の方がいいとこのボンボン釣れるから」。紺と違って猫田さんとの仲は悪くない。隣山のふもとに温泉を持っている。
五行鷹士（ごぎょう たかし）
栗ヶ沢家に仕える警備隊の一員。作者によると年齢は22〜24歳。5月5日生まれ。おうし座のA型。趣味はなずなの追っかけ。特技は着ぐるみマラソン。「自然の景観を壊してはならない」という麗羅の方針のため、一年中クマや河童などの着ぐるみを着て山に潜伏し、麗羅を警護している。ある年のバレンタインデーに、任務中に道に迷い空腹の為倒れていたところを、当時高1のなずなに助けられて一目惚れし、その後麗羅の命令でなずなの見張り役につく。着ぐるみを着ていたりトラブルが起こったりで、まともに素顔で会話する機会に乏しいという障害を乗り越え、やがてプレゼントを贈りあったりするまでの仲となる。名前の由来はゴギョウ。
作者曰く、「本来はストーカーキャラで終わるはずだった」との事。
箱辺（はこべ）
警備隊の新米隊員。12月1日生まれ。O型。川で溺れていたところを猫田さんに助けられ、以後もう一度会いたいと願うが、当の猫田さんには鬱陶しがられている。名前の由来はハコベラ。
石川（いしかわ）
土筆高校の生活指導の先生。顔はいかついが、購買部で買った野菜を使って自分で漬物を漬けたりと、意外と家庭的。
根木内栄治（ねぎうち えいじ）
土筆山の麓に出来たコンビニの店長。つくしの一族の傍系の一員であり、近所に同姓が多い（根木内一族の分家だらけである）ため、他人には通常下の名前で呼ばれて＆呼ばせている。なずなが五行に店長を下の名前で紹介したため、五行の嫉妬の的となった。麗羅の気持ちには、本人が高飛車な態度を崩さないこともあってか、全く気づいていない。
カーネル&サンダース
つくしがいつも連れているニワトリのツガイ。雄がカーネルで雌がサンダース。元々は鈴代の祖父がつくしを守る為&非常食用の為にと育てたが、彼女に従う気配はまったく見当たらず、むしろ攻撃ばかりしている。甘い物が大好物で、ケーキが町にあふれるクリスマス時には、つくしもさすがに町中へは彼らを連れて行かない。由来はカーネル・サンダース。

## 単行本
- 松田円『つくしまっすぐライフ!』 芳文社〈まんがタイムコミックス〉、全3巻
  1. 2008年3月22日初版発行（2008年3月7日発売[2]）、ISBN 978-4-8322-6620-9
  2. 2011年2月22日初版発行（2011年2月7日発売[2]） ISBN 978-4-8322-6936-1
  3. 2013年5月22日初版発行（2013年5月7日発売[2]） ISBN 978-4-8322-5184-7